# Lela Kokona
Lela Kokona (ur. 21 grudnia 1950 w Tiranie jako Lela Dardha) – albańska pisarka i nauczycielka.

## Życiorys
Ukończyła studia filologiczne w Tiranie, gdzie następnie pracowała jako nauczycielka języka rosyjskiego. Przeprowadziła się jednak do Shijaka, gdzie kontynuowała pracę w swoim zawodzie. Wyszła za nauczyciela języka albańskiego oraz wieloletniego dyrektora szkoły, z którym założyła rodzinę. Do Tirany wróciła po przejściu na emeryturę.
Poza znajomością ojczystego języka albańskiego oraz rosyjskiego, biegle posługuje się także językiem francuskim i włoskim. Została uhonorowana nagrodą Elita e gruas shqiptare në botë.

## Książki
- Dashuri Rrëqethëse[1][2][3]
- Kujtime të Trishta (2015)[1][2][3]
- Fate të Trashëguara (2016)[1][2][3]

## Życie prywatne
Córka Gjoleka Kokony; był on działaczem ruchu oporu podczas II wojny światowej oraz oficerem albańskiej armii, na jego cześć nazwano jedną z ulic w Tiranie.